# Stara čaršija u Tuzli
Stara čaršija u Tuzli, poslovno-uslužni dio (čaršija) i prostorno-teritorijalna cjelina iz osmanskog vremena. Vrijeme nastanka je 16. stoljeće. Tuzla je 1548. dobila status grada, čemu je zasluga i Čaršije, te značajnog razvitka već postojećeg obrtništva, trgovine i proizvodnja soli. Razvila se Čaršija oko Hadži Hasanove džamije (znane poslije kao Čaršijska džamija). Tvorilo ju je nekoliko ulica u i obilovala je poslovnim objektima kao što su dućani, obrtničke radnje, magaze, hanovi i dr. Urbanom razvitku mnogo je pridonio tuzlanski vakif Turali-beg. Turali-begova zadužbina (vakuf) mnogo je pridonijela da se urbano, ekonomski i kulturno razvije ovaj dio grada. Oko 1572. je izgrađeno podosta objekata među kojima je trideset i osam dućana, han, hamam, vodovod i česma. Time je Čaršija zaokružena u poslovnu jezgru. Stara čaršija bila je unutar Hadži Hasanove mahale koja je bila unutar onodobne utvrde Palanke.